# Дэвис, Брэд (футболист)
Брэ́дли «Брэд» Джо́зеф Дэ́вис (англ. Bradley Joseph Davis; родился 8 ноября 1981 года в Сент-Чарльзе, Миссури, США) — американский футболист, выступавший на позиции полузащитника. Известен по выступлениям за «Хьюстон Динамо» и сборную США. Участник чемпионата мира 2014 года.

## Клубная карьера
В 2000 году Дэвис поступил в Сент-Луисский университет и во время обучения выступал за футбольную команду учебного заведения.
На супердрафте MLS 2002 года Брэд был выбран клубом «МетроСтарз». В первом сезоне он забил 4 гола в 24 встречах и был в финале номинации Новичок года в MLS.
17 января 2003 года Дэвис был обменян в «Даллас» на драфт-пик. В своём втором сезоне Брэд переведён тренером в центр в роль атакующего полузащитника, но эксперимент не удался и вскоре Дэвис вернулся на привычную фланговую позицию.
14 января 2005 года Дэвис вместе с распределительными средствами и драфт-пиком был обменян в «Сан-Хосе Эртквейкс» на Ричарда Малруни, Артуро Альвареса и два драфт-пика. В составе северокалифорнийского клуба он завоевал свой первый трофей — Supporters’ Shield. В 2006 году Дэвис вместе с франшизой переехал в Хьюстон. Брэд помог «Хьюстон Динамо» дважды выиграть Кубок MLS.
7 января 2016 года Дэвис был обменян в «Спортинг Канзас-Сити» на пики супердрафтов MLS 2017 и 2018. 23 октября 2016 года Дэвис объявил о завершении карьеры по окончании сезона.
14 февраля 2017 года Дэвис заключил с «Хьюстон Динамо» символический однодневный контракт, чтобы официально завершить карьеру в качестве игрока клуба.

## Международная карьера
В 2005 году Брэд попал в заявку сборной США на участие в домашнем розыгрыше Золотого кубка КОНКАКАФ. 7 июля в матче кубка против сборной Кубы Дэвис дебютировал за национальную сборную. Он также сыграл в ещё одном поединке турнира против сборной Панамы и стал обладателем Золотого кубка.
В 2014 году Дэвис попал в заявку на участие в чемпионате мира в Бразилии. На турнире он сыграл в матче против сборной Германии.

## Достижения
Командные
«Сан-Хосе Эртквейкс»
- Обладатель Supporters’ Shield — 2005

«Хьюстон Динамо»
- Обладатель Кубка MLS — 2006, 2007

Международные
США
- Золотой кубок КОНКАКАФ — 2005